# Ranops
Ranops is een geslacht van spinnen uit de familie mierenjagers (Zodariidae).

## Soorten
Het geslacht kent de volgende soorten:
- Ranops caprivi Jocqué, 1991
- Ranops expers (O. P.-Cambridge, 1876)